# Brian Krause
Brian Tomas Krause (Lake Forest, 1º febbraio 1969) è un attore statunitense.

## Biografia

### Carriera
L'attore è diventato famoso nel 1991 grazie al film Ritorno alla Laguna Blu di William A. Graham, inoltre, sempre nello stesso anno, entra nel cast del film L'esperienza americana. Nel 1992 diventa protagonista della pellicola I sonnambuli.
Prende parte, nel 1996, al film Terrore nello spazio, invece a partire dal 1998 entra nel cast della serie Streghe recitando il ruolo di Leo Wyatt, fino alla fine della serie nel 2006.
Nel 2007 è uno dei protagonisti del film Il diario del diavolo mentre nel 2010 recita in Growth - Terrore sotto la pelle.

### Vita privata
L'attore ha un figlio, Jamen, avuto dalla ex moglie. Brian ama il golf, il baseball e il karate, sport che pratica fin dall'adolescenza. Prima di diventare attore voleva studiare medicina. L'attore è stato sposato dal 1996 al 2000 con Beth Bruce. Dall'agosto 2001 al gennaio 2002 ha avuto una relazione con la collega Alyssa Milano con cui ha recitato in Streghe. Dal 2005 è legato sentimentalmente alla modella australiana Imogen Bailey.

## Filmografia

### Cinema
- Ritorno alla laguna blu (Return to the Blue Lagoon), regia di William A. Graham (1991)
- December, regia di Gabe Torres (1991)
- L'esperienza americana (An American Summer), regia di James Slocum (1991)
- I sonnambuli (Sleepwalkers), regia di Mick Garris  (1992)
- Nel nome dell'amicizia (The Liar's Club), regia di Jeffrey Porter (1993)
- Con gli occhi dell'amore (Breaking Free), regia di David Mackay (1995)
- Trapped - Identità nascoste (Naked Souls), regia di Lyndon Chubbuck (1995)
- Mind Games, regia di Kevin Alber (1996)
- Get a Job, regia di Gregg Cannizzaro (1998)
- Dreamers, regia di Ann Lu (1999)
- Trash, regia di Mark Anthony Galluzzo (1999)
- Pissed, regia di Jaime Gómez (2005)
- Protecting the King, regia di D. Edward Stanley (2007)
- Triloquist, regia di Mark Jones (2008)
- Jack Rio, regia di Gregori J. Martin (2008)
- Desertion, regia di Francine Michelle (2008)
- The Gods of Circumstance, regia di Justin Golding (2009)
- Sola contro tutti (Nowhere to Hide), regia di John Murlowski (2009)
- 2012: Supernova, regia di Anthony Fankhauser (2009)
- The Gods of Circumstance, regia di Justin Golding - film TV (2009)
- Growth - Terrore sotto la pelle (Growth), regia di Gabriel Cowan (2010)
- Cyrus, regia di Mark Vadik (2010)
- Asches, regia di Elias Matar (2010)
- Incantesimi d'amore (You're So Cupid!), regia di John Lyde (2010)
- Absolute Killers, regia di Heather Hale (2011)
- Snitch, regia di Eric Troyer (2011)
- Abeo Pharisee, regia di Brian Krause (2012)
- Gabe the Cupid Dog, regia di Michael Feifer (2012)
- Coffin Baby, regia di Dean Jones (2013)
- Gemini Rising, regia di Dana Schroeder (2013)
- Poseidon Rex, regia di Mark L. Lester (2013)
- Rain from Stars, regia di Stephen Wallis (2013)
- Christmas for a Dollar, regia di John Lyde (2014)
- Red Sky, regia di Mario Van Peebles (2014)
- The Studio Club, regia di Brian Krause (2014)
- Borrowed Moments, regia di Doug McHenry (2014)
- Plan 9, regia di John Johnson (2015)
- Miracle Maker, regia di John Lyde (2015)
- Ribbons, regia di Elias Matar (2016)
- House of Purgatory, regia di Tyler Christensen (2016)
- Uploaded, regia di Ethan Black e Kamran Delan (2016)
- Be Afraid, regia di Drew Gabreski (2017)
- Haunted Maze, regia di Susan Engel (2017)
- Cucuy: The Boogeyman, regia di Peter Sullivan (2018)
- The Demonologist, regia di J.M. Stelly (2019)
- Underdog, regia di Ritchie Greer (2019)
- Trauma Therapy, regia di Tyler Graham Pavey (2019)
- Un'oasi di Paradiso (Retreat to Paradise), regia di Brian Brough (2020)
- Scarlett, regia di John Lyde (2020)
- Hollywood.Con, regia di Mika Boorem (2021)

### Televisione
- Match Point - film TV (1989)
- TV 101 - serie TV, 1 episodio (1989)
- Ann Jillian - serie TV, 2 episodi (1989-1990)
- Autostop per il cielo (Highway to Heaven) - serie TV, 1 episodio (1989)
- CBS Schoolbreak Special - serie TV, 1 episodio (1990)
- Earth Angel, regia di Joe Napolitano - film TV (1991)
- I racconti della cripta (Tales from the Crypt) - serie TV, 1 episodio (1993)
- Bandit - Un tranquillo weekend in campagna (Bandit: Bandit Goes Country), regia di Hal Needham - film TV (1994)
- Bandit - Una giornata nera (Bandit: Bandit Bandit ), regia di Hal Needham - film TV (1994)
- Bandit - Crystal & Bandit (Bandit: Beauty and the Bandit), regia di Hal Needham - film TV (1994)
- Bandit - L'angelo d'argento (Bandit: Bandit's Silver Angel), regia di Hal Needham - film TV (1994)
- Album di famiglia (Family Album), regia di Jack Bender - miniserie TV (1994)
- Extreme Blue - film TV (1995)
- Walker Texas Ranger - serie TV, 1 episodio (1995)
- Terrore nello spazio (Within the Rock), regia di Gary T. Tunnicliffe - film TV (1996)
- Alta marea (High Tide) - serie TV, 1 episodio (1996)
- Streghe (Charmed) - serie TV, 145 episodi (1998-2006) - Leo Wyatt
- Destini (Another World) - serie TV, 2 episodi (1998)
- 919 Fifth Avenue, regia di Neil Hagar - film TV (2000)
- Ritorno al lago maledetto (Return to Cabin by the Lake), regia di Po-Chih Leong - film TV (2001)
- To Kill a Mockumentary, regia di Stephen Wallis - film TV (2004)
- Ties That Bind, regia di Stephen Wallis - film TV (2006)
- Torbide relazioni (Ties that bind), regia di Terry Ingram - film TV (2006)
- Il diario del diavolo (Devil's Diary), regia di Farhad Mann - film TV (2007)
- CSI: Miami - serie TV, 1 episodio (2007)
- Lochness - Il risveglio del mostro (Beyond Loch Ness), regia di Paul Ziller - film TV (2007)
- Warbirds - L'isola della paura (Warbirds), regia di Kevin Gendreau - film TV (2008)
- The Closer - serie TV, 1 episodio (2008)
- Mad Men - serie TV, 1 episodio (2008)
- Prossima fermata: omicidio (Next Stop Murder), regia di John Murlowski - film TV (2010)
- Castle - serie TV, episodio 3x03 (2010)
- Actors Anonymous, regia di Bryan Stratte - film TV (2011)
- Camel Spiders, regia di Jim Wynorski - film TV (2011)
- Giovane stalker (Stalked at 17), regia di Doug Campbell - film TV (2012)
- Giustizia fatale (Retribution), regia di Michael Feifer - film TV (2012)
- The Unknown - serie TV, 1 episodio (2012)
- Expecting Amish, regia di Richard Gabai - film TV (2014)
- Dark Rising: Warrior of Worlds - serie TV, 3 episodi (2014)
- Turn Back Time - serie TV, 9 episodi (2016)
- Tradita - Betrayed (His Double Life), regia di Peter Sullivan – film TV (2016)
- Earthtastrophe, regia di Nick Lyon - film TV (2016)
- S.W.A.T. - serie TV, 5x14 (2017)
- A Woman Deceived, regia di Michael Feifer - film TV (2017)
- Alleanza mortale (The Killing Pact), regia di John Lyde - film TV (2017)
- Dynasty - serie TV, 1 episodio (2018)
- Madri nemiche (Party Mom), regia di Michael Feifer - film TV (2018)

### Cortometraggi
- The Party, regia di Sasha Malarevsky (2000)
- The Mission, regia di Brian Krause (2005)
- Chamber of Worlds, regia di David Olson (2009)
- The Binds That Tie Us, regia di Healy Lange e Amy Lyndon (2010)
- Cupid's Hot Dogs, regia di Arslane Merabet (2010)
- Milf Money, regia di Aaron Priest (2011)
- Auradrone: Shadow, regia di Dan Zacharias (2012)
- Ben and Becca, regia di Victor Alfieri (2012)
- Random Stop, regia di Benjamin Arfmann (2014)
- The Monogamy Experiment Short, regia di Amy Rider (2014)
- Hot Girls, regia di Alberto Belli (2015)

### Videogiochi
- L.A. Noire - Clem Feeney
- Fallout 76

### Sceneggiatore
- Streghe (Charmed) - serie TV, episodio 5x20 (2003)

## Doppiatori italiani
Nelle versioni in italiano delle opere in cui ha recitato, Brian Krause è stato doppiato da:
- Luca Sandri in Bandit - Un tranquillo weekend in campagna, Bandit - Una giornata nera, Bandit - Crystal & Bandit, Bandit - L'angelo d'argento
- Fabio Boccanera in Trapped - Identità nascoste, Torbide relazioni, Tradita - Betrayed
- Gaetano Varcasia in CSI: Miami, Prossima fermata: omicidio
- Roberto Certomà in Sola contro tutti, Warbirds - L'isola della paura
- Teo Bellia in Incantesimi d'amore, Giovane stalker
- Francesco Prando in Giustizia fatale, Scarlett
- Vittorio De Angelis in Ritorno alla laguna blu
- Simone D'Andrea in Ritorno al lago maledetto
- Sandro Acerbo ne I sonnambuli
- Massimiliano Alto in Streghe[1]
- Massimo Rossi in The Closer
- Mauro Magliozzi in Mad Men
- Domenico Strati in 2012: Supernova
- Francesco Pezzulli ne Il diario del diavolo
- Alberto Bognanni in Un'oasi di Paradiso
- Claudio Sorrentino in Madri nemiche
- Francesco Bulckaen in Castle
- Raffaele Proietti in S.W.A.T.